# Liste der Bodendenkmäler in Much
Die Liste der Bodendenkmäler in Much enthält die denkmalgeschützten unterirdischen baulichen Anlagen, Reste oberirdischer baulicher Anlagen, Zeugnisse tierischen und pflanzlichen Lebens und paläontologischen Reste auf dem Gebiet der Gemeinde Much im Rhein-Sieg-Kreis in Nordrhein-Westfalen (Stand: September 2020). Diese Bodendenkmäler sind in Teil B der Denkmalliste der Gemeinde Much eingetragen; Grundlage für die Aufnahme ist das Denkmalschutzgesetz Nordrhein-Westfalen (DSchG NRW).
| Bild | Bezeichnung                                             | Lage                    | Beschreibung | Bauzeit | Eingetragen seit | Denkmal- nummer |
| ---- | ------------------------------------------------------- | ----------------------- | ------------ | ------- | ---------------- | --------------- |
|      | Mucher Landgraben                                       | Hündekausen/Leuscherath |              |         | 12.12.1984       | 25              |
|      | Burg Overbach / Wassergraben, Damm, Mauerreste im Boden | Much Overbach           |              |         | 16.08.1994       | 49 b            |
|      | Mühlengraben                                            | Much Reichenstein       |              |         | 19.09.2012       | 82              |
|      | Dammanlage                                              | Höfferhof               |              |         | 07.05.1985       | 84              |
|      | Stollenmundstück „Aurora“                               | Wellerscheid            |              |         | 28.10.1993       | 130             |